# Гоя, Хирото
Хиро́то Го́я (яп. 呉屋 大翔); род. 2 января 1994, Каваниси, Хиого — японский футболист, выступающий за японский клуб «Касива Рейсол» на позиции нападающего.

## Клубная карьера

### Ранние годы
Хирото Гоя начал заниматься футболом в возрасте пяти лет. Его первым клубом стал «Кейаки», к которому он присоединился будучи в начальной школе. Тогда Хирото был замечен представителями Кансай-лиги, и по окончании начальной школы он перешёл в молодёжную команду «Виссел Кобе», где играл вместе со своим одноклассником Сэйго Кобаяси. Не имея возможности регулярно выступать за клуб, в 2009 году он принял решение перейти в «Рюцу Кэйдзай», однако и там ему не удалось пробиться в основу. В 2012 Хирото Гоя присоединился к местному «Кансэй Гакуин», где с первого года пребывания стал игроком основного состава. Под руководством Итиро Наруямы, Гоя в течение трёх лет подряд становился лучшим бомбардиром Кансай-лиги (2013 год — 19 игр 24 гола, 2014 — 21 игра 27 голов, 2015 — 21 игра 30 голов). По итогам сезона 2015 был признан лучшим игроком Кансай-лиги. С «Кансэй Гакуин» Хирото становился победителем в Кубке Премьер-министра, Турнире первого дивизиона Кансай, а также чемпионом Японии среди университетов и чемпионом Кансай-лиги, тем самым выиграв четыре главных трофея за один сезон. В 2015 году Гоя попал в заявку молодёжной сборной Японии для участия в универсиаде и был признан лучшим нападающим своего университета.

### «Гамба Осака»
7 августа 2015 года было официально объявлено о переходе Хирото в «Гамбу Осаку» по окончании сезона. В то время ему поступали предложения от 3-х клубов из Кобе, однако Гоя остановил свой выбор на «Гамбе», выразив желание выступать на более высоком уровне. Его официальный дебют в Джей-лиге состоялся 6 марта, где он вышел на замену в матче 2-го тура против «Ванфоре Кофу». 20 марта игрок вышел в составе «Гамбы Осаки до 23» во втором туре третьего дивизиона Джей-лиги и отметился первым голом за молодёжную команду. 24 апреля Гоя дебютировал в старте осакского клуба в матче восьмого тура против «Ависпа Фукуока», позже был заменён на 67 минуте. 31 августа в матче четвертьфинала Кубка Джей-лиги против «Санфречче Хиросимы» он забил свой первый гол за «Гамбу Осаку». 29 октября в 16 туре 2 этапа, Гоя, выйдя на замену в конце матча против «Альбирекс Ниигата», впервые отметился голом в рамках Джей-лиги.
В начале 2017 года Гоя сменил игровой номер с 23 на 13. Подготовка к новому сезону началась не самым лучшим образом: 7 декабря было объявлено, что игрок получил травму; на полное восстановление потребовалось 5 месяцев. 8 июля в 18 туре Джей-лиги он впервые отыграл все 90 минут за основную команду в матче против «Симидзу С-Палс». Однако 3 августа футболист вывихнул левое плечо и выбыл из команды. 22 октября, после возвращения в состав, в матче 30-го тура Джей-лиги против «Урава Редз», Гоя вышел на поле и сравнял счёт, забив на последних минутах.

### «Токусима Вортис»
28 декабря 2017 года «Гамба Осака» объявила о переходе нападающего в «Токусиму». Японский форвард подписал с новым клубом контракт об аренде до 31 января 2019.

## Достижения

### Командные
Кансэй Гакуин
- Обладатель Кубка Премьер-министра: 2015
- Победитель Чемпионата среди университетов Японии: 2015
- Чемпион Кансай-лиги: 2015
- Победитель Турнира Кансай: 2015

 Гамба Осака
- Обладатель Кубка Императора: 2015
- Финалист Суперкубка Японии: 2016
- Финалист Кубка Джей-лиги: 2016

 Сборная Японии
- Бронзовый призёр летней универсиады: 2015

### Личные
- Лучший нападающий чемпионата Японии среди университетов: 2014
- Лучший бомбардир первого дивизиона Кансай-лиги: 2013, 2014, 2015
- Лучший игрок первого дивизиона Кансай-лиги: 2015

## Статистика выступлений
| Клуб                | Лига             | Сезон            | Лига | Лига | Кубки | Кубки | Континент. | Континент. | Итого | Итого |
| Клуб                | Лига             | Сезон            | Игры | Голы | Игры  | Голы  | Игры       | Голы       | Игры  | Голы  |
| ------------------- | ---------------- | ---------------- | ---- | ---- | ----- | ----- | ---------- | ---------- | ----- | ----- |
| Кансэй Гакуин       | Кансай-лига      | 2012             | —    | —    | 1     | 0     | —          | —          | 1     | 0     |
| Кансэй Гакуин       | Кансай-лига      | 2013             | 19   | 24   | 1     | 1     | —          | —          | 20    | 25    |
| Кансэй Гакуин       | Кансай-лига      | 2014             | 21   | 27   | 2     | 2     | —          | —          | 23    | 29    |
| Кансэй Гакуин       | Кансай-лига      | 2015             | 21   | 30   | 1     | 0     | —          | —          | 22    | 30    |
| Кансэй Гакуин       | Итого            | Итого            | 61   | 81   | 5     | 3     | —          | —          | 66    | 84    |
| Гамба Осака (до 23) | Джей-лига 3      | 2016             | 10   | 7    | —     | —     | —          | —          | 10    | 7     |
| Гамба Осака (до 23) | Джей-лига 3      | 2017             | 1    | 0    | —     | —     | —          | —          | 1     | 0     |
| Гамба Осака (до 23) | Итого            | Итого            | 11   | 7    | —     | —     | —          | —          | 11    | 7     |
| Гамба Осака         | Джей-лига        | 2016             | 14   | 1    | 5     | 1     | 1          | 0          | 20    | 2     |
| Гамба Осака         | Джей-лига        | 2017             | 9    | 1    | 2     | 0     | 0          | 0          | 11    | 1     |
| Гамба Осака         | Итого            | Итого            | 23   | 2    | 7     | 1     | 1          | 0          | 31    | 3     |
| Токусима Вортис     | Джей-лига 2      | 2018             | —    | —    | —     | —     | —          | —          | —     | —     |
| Токусима Вортис     | Итого            | Итого            | —    | —    | —     | —     | —          | —          | —     | —     |
| Всего за карьеру    | Всего за карьеру | Всего за карьеру | 94   | 90   | 12    | 4     | 1          | 0          | 108   | 94    |